# Toribio Oyarzabal
Toribio Oyarzabal Elises fue un minero, comerciante, político peruano
Nació en Mito, departamento de Junín en 1776. 
En 1829 y 1832 fue elegido senador por el departamento de Junín durante el gobierno del mariscal Agustín Gamarra.